# Challenge des champions 1961
La Supercoppa di Francia 1961 (ufficialmente Challenge des champions 1961) è stata la settima edizione della Supercoppa di Francia.
Si è svolta il 22 agosto 1961 allo Stadio Vélodrome di Marsiglia tra il Monaco, vincitore della Division 1 1960-1961, e il Sedan-Torcy, vincitore della Coppa di Francia 1960-1961.
A conquistare il titolo è stato il Monaco per sorteggio, dopo l'1-1 dei tempi regolamentari e supplementari.

## Partecipanti
| Squadre     | Qualificazione                             | Partecipazioni precedenti (il grassetto indica la vittoria) |
| ----------- | ------------------------------------------ | ----------------------------------------------------------- |
| Monaco      | Vincitore della Division 1 1960-1961       | 1 (1960)                                                    |
| Sedan-Torcy | Vincitore della Coppa di Francia 1960-1961 | Nessuna                                                     |

## Tabellino
| Arbitro: | Barbéran |

|           |           |              |
| Cobas 75’ | Marcatori | 81’ Faustino |

### Formazioni
| Monaco:       |                       |     |
|               |                       |     |
| P             | Jean-Claude Hernandez |     |
| D             | Armand Forcherio      |     |
| D             | Raymond Kaelbel       |     |
| D             | Georges Thomas        |     |
| D             | Marcel Artélésa       |     |
| C             | Henri Biancheri       |     |
| C             | Théodore Szkudlapski  |     |
| A             | Karimou Djibrill      | 46’ |
| A             | Oscar Cobas           |     |
| A             | Lucien Cossou         |     |
| A             | Danilo Dibot          |     |
| Sostituzioni: |                       |     |
| A             | Yvon Douis            | 46’ |
| Allenatore:   |                       |     |
| Lucien Leduc  |                       |     |

| Sedan-Torcy:    |                   |
|                 |                   |
| P               | Alexandre Roszak  |
| D               | Zacharie Noah     |
| D               | Louis Lemasson    |
| D               | Maryan Synakowski |
| D               | Pierre Michelin   |
| C               | Faustino          |
| C               | Guy Hatchi        |
| A               | Claude Brény      |
| A               | Yannick Lebert    |
| A               | Marcel Mouchel    |
| A               | Jean-Louis Lion   |
| Allenatore:     |                   |
| Louis Dugauguez |                   |